# Махмуджон Шавкатов
Махмуджон Шавкатов (нар. 26 січня 1994) — узбецький борець вільного стилю, срібний та бронзовий призер чемпіонатів Азії, чемпіон Азійських ігор.

## Життєпис
Боротьбою почав займатися з 2006 року. У 2013 році став бронзовим призером чемпіонату світу серед юніорів. Такого ж результату досяг і на чемпіонаті Азії серед юніорів. У 2014 став віце-чемпіоном світу серед юніорів.
Виступає за спортивне товариство «Динамо» Ташкент. Тренери — Ікрам Гафуров (з 2010), Юсуф Атаханах (з 2010), Олімдан Хікматов (з 2013).

## Спортивні результати на міжнародних змаганнях

### Виступи на Чемпіонатах світу
| Змагання                        | Збірна     | Вагова категорія          | Місце |
| ------------------------------- | ---------- | ------------------------- | ----- |
| Чемпіонат світу з боротьби 2015 | Узбекистан | вільна боротьба, до 57 кг | 19    |

### Виступи на Чемпіонатах Азії
| Змагання                       | Збірна     | Вагова категорія          | Місце  |
| ------------------------------ | ---------- | ------------------------- | ------ |
| Чемпіонат Азії з боротьби 2016 | Узбекистан | вільна боротьба, до 57 кг | 8      |
| Чемпіонат Азії з боротьби 2017 | Узбекистан | вільна боротьба, до 57 кг | 8      |
| Чемпіонат Азії з боротьби 2018 | Узбекистан | вільна боротьба, до 57 кг | Срібло |
| Чемпіонат Азії з боротьби 2019 | Узбекистан | вільна боротьба, до 57 кг | Бронза |

### Виступи на Азійських іграх
| Змагання                        | Збірна     | Вагова категорія          | Місце  |
| ------------------------------- | ---------- | ------------------------- | ------ |
| Азійські ігри в приміщенні 2017 | Узбекистан | вільна боротьба, до 57 кг | Золото |
| Азійські ігри 2018              | Узбекистан | вільна боротьба, до 57 кг | 7      |

### Виступи на інших змаганнях
| Змагання                                     | Збірна     | Вагова категорія          | Місце  |
| -------------------------------------------- | ---------- | ------------------------- | ------ |
| Турнір Олександра Медведя 2015               | Узбекистан | вільна боротьба, до 57 кг | 20     |
| Турнір Яшара Догу 2015                       | Узбекистан | вільна боротьба, до 57 кг | 16     |
| Кубок Ахмата Кадирова 2017                   | Узбекистан | команда                   | 5      |
| Інтерконтинентальний кубок з боротьби 2017   | Узбекистан | вільна боротьба, до 57 кг | 8      |
| Турнір Г. Картозія і В. Балавадзе 2018       | Узбекистан | вільна боротьба, до 57 кг | 15     |
| Кубок Алроси 2018                            | Узбекистан | команда                   | Бронза |
| Турнір Дана Колова — Николи Петрова 2019     | Узбекистан | вільна боротьба, до 57 кг | 18     |
| Турнір Олександра Медведя 2019               | Узбекистан | вільна боротьба, до 57 кг | 7      |
| Турнір Аланії з боротьби 2019                | Узбекистан | вільна боротьба, до 57 кг | 16     |
| Київський Міжнародний турнір з боротьби 2021 | Узбекистан | вільна боротьба, до 57 кг | Бронза |
| Меморіал Вацлава Циолковського 2021          | Узбекистан | вільна боротьба, до 57 кг | Бронза |

### Виступи на змаганнях молодших вікових груп
| Чемпіонат Азії з боротьби серед юніорів 2012  | Узбекистан | вільна боротьба, до 50 кг | 7      |
| Чемпіонат світу з боротьби серед юніорів 2012 | Узбекистан | вільна боротьба, до 50 кг | 12     |
| Чемпіонат Азії з боротьби серед юніорів 2013  | Узбекистан | вільна боротьба, до 50 кг | Бронза |
| Чемпіонат світу з боротьби серед юніорів 2013 | Узбекистан | вільна боротьба, до 50 кг | Бронза |
| Чемпіонат світу з боротьби серед юніорів 2014 | Узбекистан | вільна боротьба, до 50 кг | Срібло |